# Будинок Новгород-Сіверської чоловічої гімназії
Будинок Новгород-Сіверської чоловічої гімназії — пам'ятка історії місцевого значення в Новгород-Сіверському Чернігівської області. Нині у будівлі розміщується Новгород-Сіверський державний ліцей імені К. Д. Ушинського.
Вночі 12 травня 2022 року в ході повномасштабного російського вторгнення в Україну від ударів літаком РФ із повітря постраждав увесь комплекс споруд на території.

## Історія
Рішенням виконкому Чернігівської обласної ради народних депутатів від 17.11.1980 року № 551 надано статус пам'ятник історії місцевого значення з охоронним № 1288 під назвою Будинок колишньої чоловічої гімназії, де навчалися М. О. Максимович, К. Д. Ушинський, М. І. Кибальчич, О. Д. Михайлов. Встановлено інформаційну дошку.
Новгород-Сіверська гімназія — один із найстаріших середніх закладів загальної середньої України. Заснована 1804 року на базі Головного училища, відкритого в 1789 році, з семирічного терміну навчання. Тривалий період заклад був центром освіти колишньої Чернігівської губернії. У 1859 році відкрито підготовчий клас. У 1915 році гімназія мала 8 основних, 1 паралельний та 1 підготовчий класи, учнів було 336. Випускниками гімназії були філолог Михайло Олександрович Максимович (1812—1819), педагог Костянтин Дмитрович Ушинський, Пантелеймон Олександрович Куліш, економіст Андрій Якович Самоквасов, революціонер Олександр Дмитрович Михайлов, революціонер, народовець Микола Іванович Кибальчич (1869—1871).
Ще з радянських часів тут розташовувалась школа-інтернат імені К. Д. Ушинського. Нині у будівлі розміщується Новгород-Сіверський державний ліцей імені К. Д. Ушинського.
Вночі 12 травня 2022 року в ході повномасштабного російського вторгнення в Україну авіація РФ скинула ракети на центр Новгород-Сіверська. У споруді вибито шибки, повністю зруйновано дах й частину фасаду. Також постраждали будинки, що розташовані на території поблизу головного корпусу.

## Опис
Будинок Новгород-Сіверської чоловічої гімназії — приклад громадянської архітектури. Спочатку гімназія розміщувалася у дерев'яному будинку, зведеному наприкінці XVIII століття. 1843 року побудовано нове приміщення. Двоповерховий, цегляний, П-подібний у плані будинок. В 1974 році перед головним фасадом будинку встановлено пам'ятник К. Д. Ушинському.
За радянських часів споруда втратила свої архітектурні особливості. У ній розтесали вікна першого поверху, зробивши їх більшими. Тому в будівлі зникли замкові камені над отворами першого поверху та віконні лиштви другого поверху. За часів президентства Леоніда Кучми тут відбулась реконструкція, у рамках якої споруда отримала новий півциркульний фронтон на фасаді, який «став новим акцентом».